# Globus pallidus

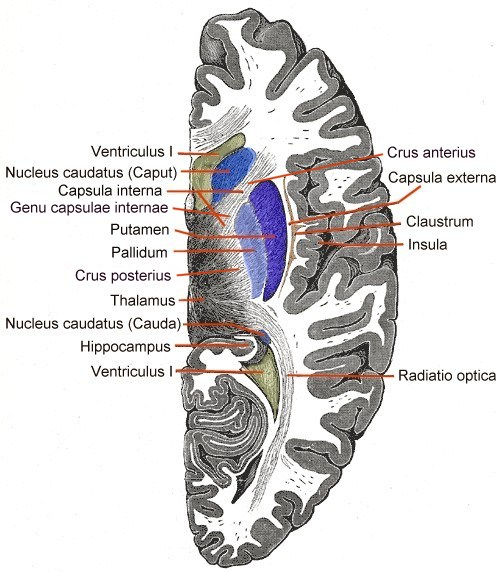
Horizontalschnitt durch das Vorderhirn, Basalganglien blau

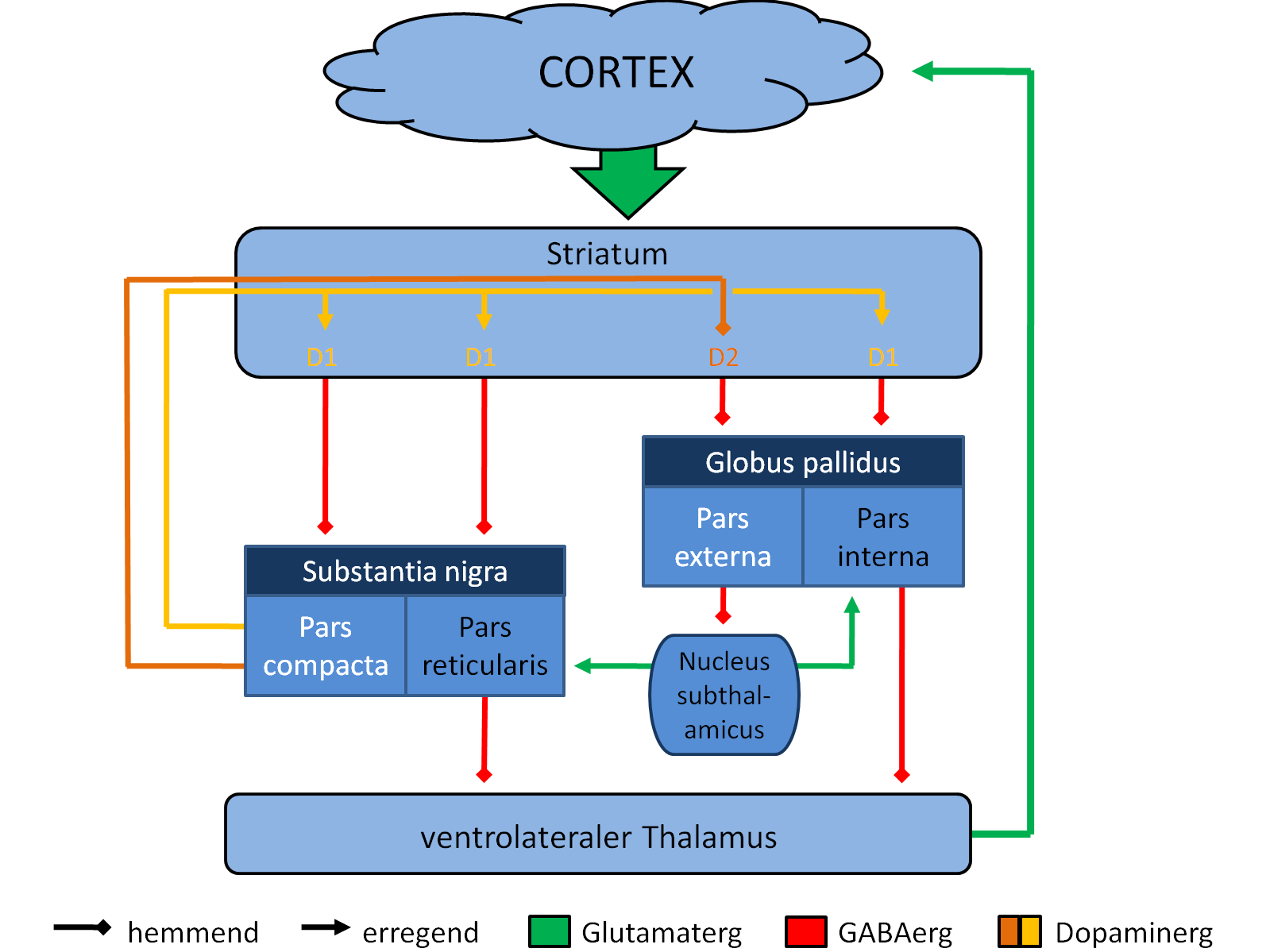
Vernetzung der Kerne im Basalgangliensystem

Der Globus pallidus (lat., dt. die blasse Kugel) oder das Pallidum ist ein Kerngebiet im Gehirn. Entwicklungsgeschichtlich ist es Teil des Zwischenhirns (Diencephalon), funktionell wird es den Basalganglien zugeordnet.

## Lage und Bedeutung
Das Pallidum liegt medial des Putamens und wird von diesem durch eine Lamelle weißer Substanz makroskopisch sichtbar getrennt, die Lamina medullaris lateralis (externa). Der Globus pallidus wird anatomisch fassbar durch die Lamina medullaris medialis (interna) in einen seitlichen Globus pallidus lateralis oder äußeren Teil (Pars externa globi pallidi) und einen medialen Globus pallidus medialis oder inneren Teil (Pars interna globi pallidi) geschieden.
Diese Bereiche sind auch funktionell verschieden und lassen sich grob als bewegungshemmend (Pars interna) bzw. bewegungsfördernd (Pars externa) ansprechen, wobei der bewegungsfördernde überwiegt. Damit wird auch die Stellung des Pallidum als bahnendes Zentrum im extrapyramidalmotorischen System erklärt. Vereinfacht fungiert der Globus pallidus in diesem Sinne als Antagonist des Striatums.
Impulse werden überwiegend vom Striatum, Nucleus subthalamicus und Thalamus zum Globus pallidus geleitet. Efferenzen sind zum größten Teil als hemmende Impulse an den Nucleus subthalamicus und an den Thalamus gerichtet.